# 鈴木邦夫 (実業家)
鈴木 邦夫（すずき くにお、1950年10月12日 - ）は、日本の経営者。三菱製紙社長、会長を務めた。

## 経歴・人物
愛知県出身。1974年に東京大学農学部農林産学科を卒業し、同年に三菱製紙に入社した。2007年6月に取締役を経て、2009年6月に社長に就任した。2019年6月に会長に就任。